# 艾蒂安·馬塞爾

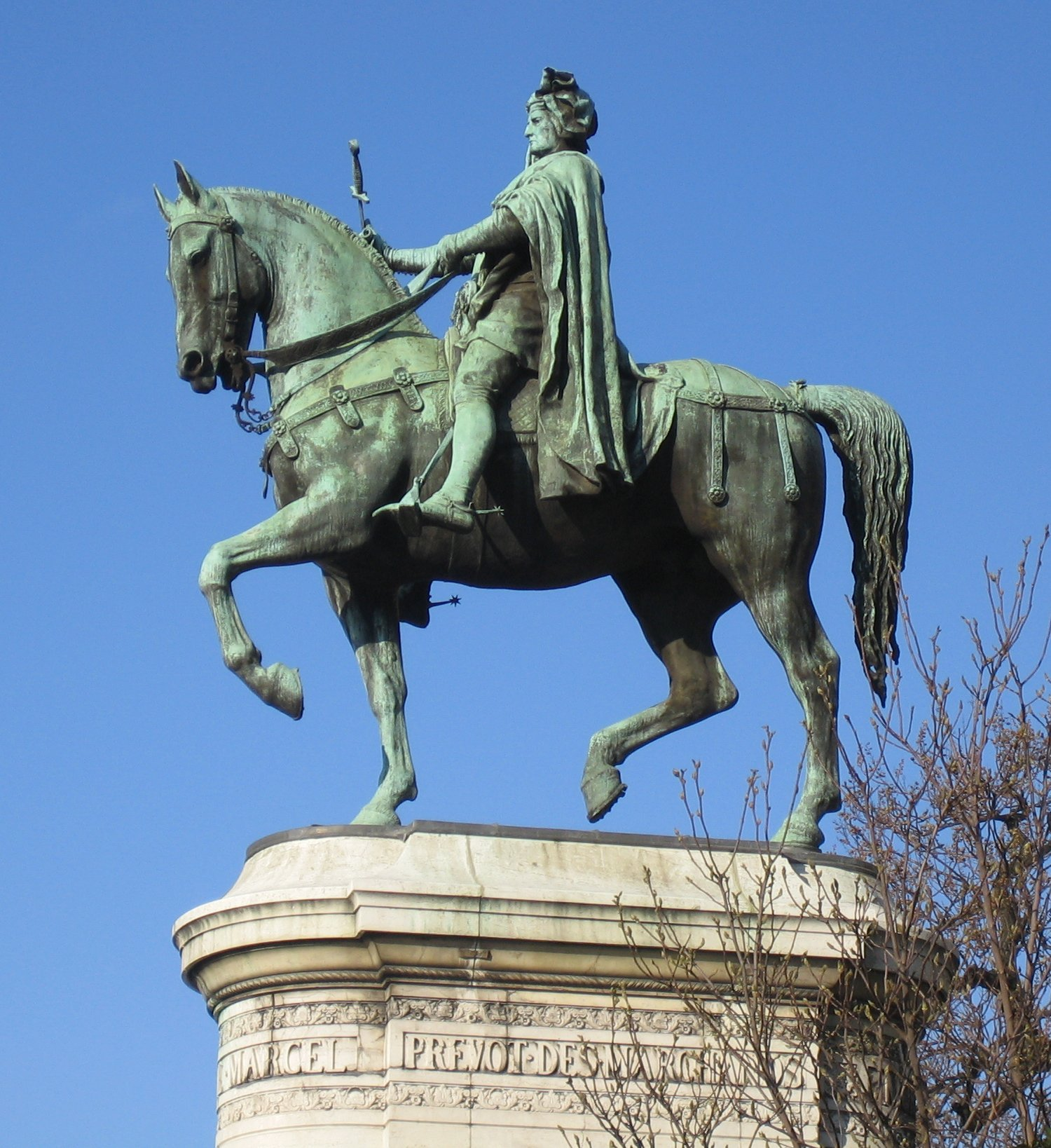
艾蒂安·马塞尔塑像，Antonin Idrac next to the Hôtel de Ville of Paris

艾蒂安·馬塞爾（法語：Étienne Marcel；1315年—1358年7月31日）是法国国王约翰二世时期的一位官员，三级会议代表，巴黎商人行会行首，保护城市工匠和行会成员的利益。英法百年战争期间一度掌握巴黎市统治权，试图以发布《大法令》的方式限制法国国王的权力未获得成功。巴黎地铁站艾蒂安·马塞尔站和埃蒂安·马塞尔路（rue Étienne-Marcel）以他的名字命名。

## 政治生涯
原是巴黎呢绒商会会长，1350年马塞尔担任圣母等级会议会长。1354年他接替Jean de Pacy，担任巴黎商人行会行首（地位相当于今天的巴黎市长），代表第三等级中的商人阶层他开始积极行动，限制国王的财政权力。1355年法王约翰被迫签署敕令，同意征新税需要同等级会议协商。
1356年法王约翰在普瓦捷战役中被英军俘虏，王储查理召开等级会议。马塞尔和罗贝尔·勒科克代表市民阶层严厉批评政府。查理拒绝了要求，解散三级会议并离开巴黎。但财政危机和要交付的赎金迫使查理于1357年2月再次召集等级会议，不得不同意颁布1357年大法令（“三月敕令”），确认三级会议有自行召开、决定和战、捐税收支以及任命国王顾问等权力。但实际上查理并没有意愿执行，约翰二世也禁止这一法令生效。1358年1月13日等级会议重新会集，2月22日马塞尔领导巴黎市民包括三千名工匠和店员冲进王宫，杀死查理的两名顾问，控制了市政权。但等级会议无法解决法国的财政危机，而杀死两名顾问动摇了马塞尔获得的贵族阶层的支持。
同年5月法国北部爆发扎克雷（吉约姆·卡尔）起义，马塞尔试图与农民起义军联络，但在关键时刻撤回了援军。面对集结军队的查理，马塞尔只能期望纳瓦拉国王的军队，计划打开巴黎城门，但被Jean Maillart阻止。马塞尔在Porte Saint-Antoine被刺死。巴黎市民认为他在反对王室方面过于激进，怀疑他试图把巴黎交给英国人。在之后的日子里，他的支持者被处死，查理回到了巴黎。